# Jordan Siebatcheu
Theoson-Jordan Siebatcheu, noto anche come Jordan Pefok, (Washington, 26 aprile 1996) è un calciatore statunitense con cittadinanza francese, attaccante dello Stade Reims e della nazionale statunitense.

## Biografia
È nato a Washington ed è in possesso del passaporto statunitense.

## Carriera

### Club

#### Stade Reims e Châteauroux
Cresciuto nel settore giovanile del Reims, compie il suo esordio professionistico il 31 gennaio 2015, nella partita persa per 1-0 contro il Tolosa. Il 26 gennaio 2017 viene ceduto in prestito fino al termine della stagione allo Châteauroux. Nel corso dell'estate rinnova il contratto con i biancorossi fino al 2020.

#### Rennes
Il 12 giugno 2018 passa a titolo definitivo al Rennes, con cui firma un quinquennale.

#### Young Boys
Il 13 settembre 2020 si trasferisce in prestito allo Young Boys. Il 19 maggio 2021 viene riscattato a titolo definitivo dal club di Berna, con cui sottoscrive un contratto fino al 2024.

#### Ritorno allo Stade de Reims
Il 3 febbraio 2025 fa ritorno allo Stade Reims.

### Nazionale
Dopo avere rappresentato la selezione Under-21 francese, il 15 marzo 2021 viene convocato dagli Stati Uniti. Dieci giorni dopo debutta con la selezione statunitense in occasione del successo per 4-1 in amichevole contro la Giamaica.

## Statistiche

### Presenze e reti nei club
Statistiche aggiornate al 18 maggio 2024.
| Stagione             | Squadra              | Campionato           | Campionato | Campionato | Coppe nazionali | Coppe nazionali | Coppe nazionali | Coppe continentali | Coppe continentali | Coppe continentali | Altre coppe | Altre coppe | Altre coppe | Totale | Totale |
| Stagione             | Squadra              | Comp                 | Pres       | Reti       | Comp            | Pres            | Reti            | Comp               | Pres               | Reti               | Comp        | Pres        | Reti        | Pres   | Reti   |
| -------------------- | -------------------- | -------------------- | ---------- | ---------- | --------------- | --------------- | --------------- | ------------------ | ------------------ | ------------------ | ----------- | ----------- | ----------- | ------ | ------ |
| 2014-2015            | Stade Reims          | L1                   | 1          | 0          | CF+CdL          | -               | -               | -                  | -                  | -                  | -           | -           | -           | 1      | 0      |
| 2015-2016            | Stade Reims          | L1                   | 25         | 3          | CF+CdL          | 0+1             | 0               | -                  | -                  | -                  | -           | -           | -           | 26     | 3      |
| 2016-gen. 2017       | Stade Reims          | L2                   | 8          | 0          | CF+CdL          | 0+1             | 0+1             | -                  | -                  | -                  | -           | -           | -           | 9      | 1      |
| gen.-giu. 2017       | Châteauroux          | CN                   | 15         | 10         | CF+CdL          | 1+0             | 1+0             | -                  | -                  | -                  | -           | -           | -           | 16     | 11     |
| 2017-2018            | Stade Reims          | L2                   | 35         | 17         | CF+CdL          | 0+1             | 0               | -                  | -                  | -                  | -           | -           | -           | 36     | 17     |
| Totale Reims         | Totale Reims         | Totale Reims         | 69         | 20         |                 | 3               | 1               |                    | -                  | -                  |             | -           | -           | 72     | 21     |
| 2018-2019            | Rennes               | L1                   | 15         | 3          | CF+CdL          | 3+2             | 3+0             | UEL                | 3                  | 1                  | -           | -           | -           | 13     | 7      |
| 2019-2020            | Rennes               | L1                   | 14         | 5          | CF+CdL          | 2+0             | 0               | UEL                | 5                  | 0                  | SF          | -           | -           | 21     | 5      |
| Totale Rennes        | Totale Rennes        | Totale Rennes        | 29         | 8          |                 | 7               | 3               |                    | 8                  | 1                  |             | -           | -           | 44     | 12     |
| 2020-2021            | Young Boys           | SL                   | 32         | 12         | CS              | 1               | 0               | UCL+UEL            | 1+9                | 0+3                | -           | -           | -           | 43     | 15     |
| 2021-2022            | Young Boys           | SL                   | 32         | 22         | CS              | 1               | 0               | UCL                | 12                 | 5                  | -           | -           | -           | 45     | 27     |
| Totale Young Boys    | Totale Young Boys    | Totale Young Boys    | 64         | 34         |                 | 2               | 0               |                    | 22                 | 8                  |             | -           | -           | 88     | 42     |
| 2022-2023            | Union Berlino        | BL                   | 31         | 4          | CG              | 3               | 1               | UEL                | 8                  | 0                  | -           | -           | -           | 42     | 5      |
| ago. 2023            | Union Berlino        | BL                   | 1          | 0          | CG              | 1               | 0               | UCL                | -                  | -                  | -           | -           | -           | 2      | 0      |
| Totale Union Berlino | Totale Union Berlino | Totale Union Berlino | 32         | 4          |                 | 4               | 1               |                    | 8                  | 0                  |             | -           | -           | 44     | 5      |
| ago. 2023-2024       | Borussia M'gladbach  | BL                   | 25         | 5          | CG              | 2               | 2               | -                  | -                  | -                  | -           | -           | -           | 27     | 7      |
| Totale carriera      | Totale carriera      | Totale carriera      | 239        | 84         |                 | 19              | 8               |                    | 34                 | 10                 |             | -           | -           | 291    | 98     |

### Cronologia presenze e reti in nazionale
| Cronologia completa delle presenze e delle reti in nazionale ― Stati Uniti | Cronologia completa delle presenze e delle reti in nazionale ― Stati Uniti | Cronologia completa delle presenze e delle reti in nazionale ― Stati Uniti | Cronologia completa delle presenze e delle reti in nazionale ― Stati Uniti | Cronologia completa delle presenze e delle reti in nazionale ― Stati Uniti | Cronologia completa delle presenze e delle reti in nazionale ― Stati Uniti | Cronologia completa delle presenze e delle reti in nazionale ― Stati Uniti | Cronologia completa delle presenze e delle reti in nazionale ― Stati Uniti |
| Data                                                                       | Città                                                                      | In casa                                                                    | Risultato                                                                  | Ospiti                                                                     | Competizione                                                               | Reti                                                                       | Note                                                                       |
| -------------------------------------------------------------------------- | -------------------------------------------------------------------------- | -------------------------------------------------------------------------- | -------------------------------------------------------------------------- | -------------------------------------------------------------------------- | -------------------------------------------------------------------------- | -------------------------------------------------------------------------- | -------------------------------------------------------------------------- |
| 25-3-2021                                                                  | Wiener Neustadt                                                            | Stati Uniti                                                                | 4 – 1                                                                      | Giamaica                                                                   | Amichevole                                                                 | -                                                                          | 83’                                                                        |
| 28-3-2021                                                                  | Belfast                                                                    | Irlanda del Nord                                                           | 1 – 2                                                                      | Stati Uniti                                                                | Amichevole                                                                 | -                                                                          | 63’                                                                        |
| 30-5-2021                                                                  | San Gallo                                                                  | Svizzera                                                                   | 2 – 1                                                                      | Stati Uniti                                                                | Amichevole                                                                 | -                                                                          | 72’                                                                        |
| 3-6-2021                                                                   | Denver                                                                     | Honduras                                                                   | 0 – 1                                                                      | Stati Uniti                                                                | CONCACAF Nations League 2019-2020 - Semifinale                             | 1                                                                          | 78’                                                                        |
| 6-6-2021                                                                   | Denver                                                                     | Stati Uniti                                                                | 3 – 2 dts                                                                  | Messico                                                                    | CONCACAF Nations League 2019-2020 - Finale                                 | -                                                                          | 68’                                                                        |
| 9-6-2021                                                                   | Sandy                                                                      | Stati Uniti                                                                | 4 – 0                                                                      | Costa Rica                                                                 | Amichevole                                                                 | -                                                                          | 75’                                                                        |
| 2-9-2021                                                                   | San Salvador                                                               | El Salvador                                                                | 0 – 0                                                                      | Stati Uniti                                                                | Qual. Mondiali 2022                                                        | -                                                                          | 64’                                                                        |
| 5-9-2021                                                                   | Nashville                                                                  | Stati Uniti                                                                | 1 – 1                                                                      | Canada                                                                     | Qual. Mondiali 2022                                                        | -                                                                          | 29’ 83’                                                                    |
| 24-3-2022                                                                  | Città del Messico                                                          | Messico                                                                    | 0 – 0                                                                      | Stati Uniti                                                                | Qual. Mondiali 2022                                                        | -                                                                          | 60’                                                                        |
| Totale                                                                     |                                                                            | Presenze                                                                   | 9                                                                          |                                                                            | Reti                                                                       | 1                                                                          |                                                                            |

## Palmarès

### Club
- Ligue 2: 1

Stade Reims: 2017-2018
- Coppa di Francia: 1

Rennes: 2018-2019
- Campionato svizzero: 1

Young Boys: 2020-2021

### Nazionale
- CONCACAF Nations League: 1

2019-2020

### Individuale
- Capocannoniere del Campionato svizzero: 1

2021-2022 (22 reti)